# Krhov (Moravia meridionale)
Krhov (in tedesco Kerhow) è un comune della Repubblica Ceca facente parte del distretto di Blansko, in Moravia Meridionale.